# Districte de Barabanki
El districte de Barabanki (en hindi: बाराबंकी जिला, en urdú: بارابنکی ضلع) és un dels quatre districtes de la divisió de Faizabad a Uttar Pradesh al cor de la regió d'Oudh. La capital és Barabanki.

## Geografia
El districte té una superfície de 3.825 km². Fins al 1991 eren 4401 km² quan el districte fou reorganitzat i el tehsil de Rudauli va passar al districte de Faizabad. Està dividit en tres regions naturals: 
- Tarai, al nord-est
- Gomti Par al sud
- Har al nord-oest cap al sud-est

La població és de 2.673.580 habitants (2001). Els cens de 1869 va donar 1.113.430 habitants i el de 1881 va donar 1.026.788, amb 2061 viles i pobles. De la població 855.164 eren hindús i 170.556 musulmans i les ciutats principals eren Nawabganj, Rudauli, Zaidpur, Fatehpur, Ramnagar i Daryabad. El 1891 la població era d'1.130.906 habitants i el 1901 d'1.179.323 amb 2.052 pobles. Els rius principals són el Ghaghra (que forma el límit nord), el Gomti i el Kalyani.

## Història
Fou part del regne d'Ayhodhya governat per Suryavanshi; d'aquesta dinastia foren Dashrath i el seu fill, el famós senyor Rama; després va passar als reis Chandravanshi i al Gaurav Rajya, i llavors fou conegut com a Kurukshetra.
A Aliabad i Siddhaur, s'han trobat restes de temples que podrien ser del període budista amb Asoka (vers 250 aC). També hi ha restes del poblament dels bhars. Els guerrers rajputs kshattriya van fer retrocedir als budistes (segle ix). La lluites entre bhars i kshattriya (segles X a XII) va afavorir l'entrada dels musulmans.
Sayyid Salar Masud el semimític guerrer musulmà gaznèvida, va lluitar a la zona al començament del segle XI, inicialment a Satrikh no gaire lluny de Barabanki, que era llavors una ciutat important i centre religiós, i després a Kintur, Narindgarh, després anomenada Thahimabad, i Subeha. A Sihali va derrotar els siharies i a Dewa als janwar kshattriyas. El primer establiment musulmà a Oudh fou a Satrikh. Al llarg del segle XI Qutubuddin Gaha va annexionar els estats hindús de la zona i va establir el domini musulmà. El 1189 els siharies foren finalment conquerits pels shaikhs ansaris; el 1238 Sayyid Abdul Wahid va ocupar Johelpur als bhars i la va rebatejar Zaidpur; al mateix temps els sayyids de Kheoli, prop de Dewa, van ocupar la regió de Bhitauli que era dels bhars i els bhatti musulmans de Bhatnair, van arrabassar Barauli als bais kshattriyes i Mawai i Maholara als bhars; Rudauli fou conquerida als bhars el 1300, i Rasulpur in 1355.
Va pertànyer tot aquest temps al sultanat de Delhi i al segle XV la regió d'Oudh era camp de combat entre la dinastia Sharki de Jaunpur i els Lodi de Delhi. Fou en aquest temps quan Daryab Khan, subadar de Fatehpur per compte del seu germà Fateh Khan, va colonitzar militarment Daryabad; també foren colonitzats els països dels Kamiar i Kalhans a ambdós costats del Gogra o Ghaghra (Ghagra) per Achal Singh, lloctinent gujarati de Daryab i de suposat origen mig anglès, ancestre dels sis grans talukdars de la regió a més de mític origen de 20000 kalhans. En aquest període Haraha va rebre una guarnició de surajbansis i Sarajpur una de sombansi kshattriyas; la colònia dels raikwar kshattriyas a Ramnagar és de data més incerta (segons els analistes de Bahraich és de 1414, però la tradició de Sitapur la fixa 200 anys abans); Ramnagar fou fundada per Saldeo i Baldeo, emigrants surajbansi de Caixmir, que van agafar el seu nom de clan de la vila originària (Raikar); es van posar al servei del raja bhar de Ramnagar i de Bamnauti (després Baundi) a Bahraich i van arribar a suplantar al seu senyor governant al seu lloc; la colònia va créixer ràpidament fins a 100 km del Ghaghra.
Sota Akbar el Gran es van crear els sirkars (o sarkars) d'Awadh (Oudh) i Manikpur (depenent d'Allahabad). Els raikar kshattriyas, dirigit llavors per Harhadeo, van estar al servei d'Akbar que els va concedir la pargana de Sailak (Ramnagar i Muhammadpur) i vuit parganes més a Bahraich, Sitapur i Kheri. La regió va restar sota domini mogol. Després de l'assassinat de Qutab uddin Shaheed, (1692) la influent família Ansari de Sehali va estar dirigida per Mullah Saeed bin Mullah Qutab Uddin va sortir de Sehali i va anar a Hyderabad on va visitar a Aurangzeb i es va establir.
El 1751 van entrar a la zona els rohilles i els raikwars van organitzar una coalició de caps hindús contra els diversos caps rohilles de Rohilkhand, coalició en la que van destacar els bisens o gonda, i els janwar kshattriyas de Balrampur; les forces de la coalició van avançar en direcció a Lucknow i es van trobar a Chulaha Ghat a la vora del Kalyani amb els Shaikhzades de Lucknow i els Khanzades de Mahmudabad i Bilahra i després d'una sagnant batalla amb 15000 morts i ferits, els musulmans van sortir vencedors; els khanzades van obtenir el poder a Oudh mentre els raikwars el van perdre; els talukdars de Baundi i Ramnagar foren destruïts i el raja raikwar només va conservar alguns pobles.
A la mort de Saadat Ali Khan d'Oudh el 1814, els raikwars van recuperar els seus estats perduts i abans del 1856 s'havien creat un gran domini més gran que el que havien tingut abans del 1751.
El 1856 el territori d'Oudh fou annexionat pels britànics, encara que el motí del 1857 va aturar l'efectivitat de la mesura. Es va formar el districte de Darayabad on hi havia focus de bandits a les vores del rius Gumti i Kalyani, entre els quals els Barelia Bais Raja Singhji de Surajpur, Mahipat Singh de Bhawanigarh, i Ganga Baksh de Kasiinganj, les accions dels quals són narrades en el diari de Sir W. Sleeman.
Durant la rebel·lió dels Sipais el 1857 els talukdars del districte com la major part dels de la resta de l'Oudh, es van posar al costat dels rebels. Però després de la reconquesta britànica de Lucknow no van oferir resistència seriosa. En la batalla de Nawabganj (juny de 1858) els zamindars raikwars de Sitapur i Bahraich van lluitar i morir amb heroisme. La reina d'Oudh havia fugit de Lucknow i s'havia refugiat al fort dels raikwars a Baundi. El juliol els britànics havien restablert l'orde i la darrera batalla es va lliurar a aquest districte el desembre de 1858.
El 1859 la capital del districte fou traslladada de Daryabad (on hi havia malària degut a les llacunes) a Nawabganj; els districte estava format aleshores per 13 parganes reagrupades en tres subdivisions (tahsils): Nawabganj, Daryabad-Rudauli, i Ramnagar. El 1869-1870, s'hi van afegir 5 parganes més (Bhitauli de Bahraich, Dewa i Kursi de Lucknow, Subeha de Sultanpur, i Haidargarh de Rai Bareli) i la pargana de Siddhaur fou dividida en Siddhaur North i Siddhaur South, quedant així 19 parganes distribuïdes en 4 subdivisions (Barabanki, Fatehpur, Ramsanehi o Ramsahenighat i Haidargarh) amb 4558 km². Tres cinquenes parts del districte eren posseïdes per talukdars (grans propietaris) i la resta per parcers. El tahsil de Barabanki tenia 924 km² i població (1881) de 212.068 habitants. La pargana de Bhitauli fou concedida al raja de Kapurthala en recompensa pels seus serveis durant el motí de 1857. El 1901 l'única municipalitat era Nawabganj, i hi havia 9 viles administrades segons la llei XX de 1856.
El districte va patir diverses calamitats: la fam de 1837-1838, abans dels britànics, i escassetats severes el 1865, 1868 i 1871 i inundacions el 1872-1873, i fam el 1877-1878.
El moviment de no cooperació de Mohandas Gandhi el 1921 va tenir reflex al districte i també als moviments Khilafat (1922), de la Sal, i el Quit India Movement de 1942.

## Administració
Està dividit en sis tehsils:
1. Nawabganj
2. Fatehpur
3. Ramsanehi Ghat
4. Haidergarh
5. Ramnagar
6. Sirauli Ghauspur

Està dividit també en 15 blocks de desenvolupament:
1. Banki
2. Masauli
3. Dewa
4. Harakh
5. Fatehpur
6. Haidergarh
7. Dariyabad
8. Suratganj
9. Siddhaur
10. Pure Dalai
11. Nindura
12. Trivediganj
13. Ram Nagar
14. Sirauli Ghauspur
15. Banikodar

Hi ha 22 estacions de policia (thana) 
1. Haidergarh
2. Satrikh
3. Dariyabad
4. Baddupur
5. Dewa
6. Kursi
7. Zaidpur
8. Mohammadpur
9. Ram Nagar
10. Fatehpur
11. Safderganj
12. Kotwali
13. Ramsanehi Ghat
14. Asandra
15. Subeha
16. Tikait Nagar
17. Lonikatra
18. Masauli
19. Kothi
20. Ghungter
21. Badosarai
22. Jahangirabad

El districte té 14 cossos administratius per l'administració de les viles:
1. Nawabganj Nagar Parishad, per Barabanki (ciutat)
2. Zaidpur Nagar Panchayat per Zaidpur
3. Fatehpur Nagar Panchayat per Fatehpur
4. Dariyabad Nagar Panchayat per Dariyabad
5. Ramnagar Nagar Panchayat per Ramnagar
6. Satrikh Nagar Panchayat per Satrikh
7. Haidergarh Nagar Panchayat per Haidergarh
8. Dewa Nagar Panchayat per Dewa
9. Siddhaur Nagar Panchayat per Siddhaur
10. Tikaitnagar Nagar Panchayat per Tikaitnagar
11. Rudauli Nagar Parishad per Rudauli
12. Banki Nagar Panchayat per Banki
13. Cantonment Board per Barabanki Cantonment
14. Rampur Bhavanipur (ciutat de cens)

## Personalitats
- Raja Balbhadra Singh de Chehlari.[1]